# Proboscidactyla flavicirrata
Proboscidactyla flavicirrata is een hydroïdpoliep uit de familie Proboscidactylidae. De poliep komt uit het geslacht Proboscidactyla. Proboscidactyla flavicirrata werd in 1835 voor het eerst wetenschappelijk beschreven door Brandt. 